# Essie Davis
Esther „Essie” Davis (ur. 19 stycznia 1970 w Hobart) – australijska aktorka, która wystąpiła m.in. w filmie Babadook i serialu Gra o tron.

## Życiorys
W latach 2012–2015 występowała w tytułowej roli w nagradzanym serialu Zagadki kryminalne panny Fisher. Do roli Phryne Fisher powróciła w kręconym w 2018 filmie Panna Fisher i Krypta Łez, do roli partnerującego jej inspektora Jacka Robinsona, powraca z kolei Nathan Page. Film miał premierę w 2020 roku.
Jest również aktorką teatralną; za swe role zdobyła nagrodę Oliviera i była nominowana do nagrody Tony.

## Filmografia

### Filmy
| Rok  | Tytuł                                         | Rola                             | Uwagi       |
| ---- | --------------------------------------------- | -------------------------------- | ----------- |
| 1993 | The Custodian                                 | Jilly                            |             |
| 1995 | Dad and Dave: On Our Selection                | Kate Rudd                        |             |
| 1996 | Historia Liliany                              | Zara                             |             |
| 1996 | River Street                                  | Wendy Davis                      |             |
| 1997 | Żyć w Blackrock                               | det. Gilhooley                   |             |
| 1997 | The Two-Wheeled Time Machine                  | młoda Alice                      | krótkometr. |
| 1998 | Oklaski jednej dłoni                          | Jean                             |             |
| 2003 | Matrix Reaktywacja                            | Maggie                           |             |
| 2003 | The Pact                                      | Helene Davis                     |             |
| 2003 | Dziewczyna z perłą                            | Catharina                        |             |
| 2003 | Kodeks 46                                     | Doctor                           |             |
| 2003 | Matrix Rewolucje                              | Maggie                           |             |
| 2005 | Izolacja                                      | Orla                             |             |
| 2006 | Pajęczyna Charlotty                           | pani Arable                      |             |
| 2008 | Cześć, jestem Esther                          | Grace Blueburger                 |             |
| 2008 | Australia                                     | Catherine „Cath” Carney Fletcher |             |
| 2010 | South Solitary                                | Alma Stanley                     |             |
| 2010 | The Wedding Party                             | Jane                             |             |
| 2010 | Legendy sowiego królestwa: Strażnicy Ga’Hoole | Marella (głos)                   |             |
| 2011 | Burning Man                                   | Karen                            |             |
| 2014 | Babadook                                      | Amelia Vanek                     |             |
| 2016 | Assassin’s Creed                              | Mary Lynch                       |             |
| 2016 | Mindhorn                                      | Patricia Deville                 |             |
| 2019 | Zęby mleczne                                  | Anna                             |             |
| 2019 | Prawdziwa historia gangu Kelly'ego            | Ellen Kelly                      |             |
| 2020 | Panna Fisher i Krypta Łez                     | Phryne Fisher                    |             |
| 2021 | The Justice of Bunny King                     | Bunny                            |             |
| 2021 | Nitram                                        | Helen                            |             |

### Telewizja
| Rok     | Tytuł                                  | Rola               | Uwagi              |
| ------- | -------------------------------------- | ------------------ | ------------------ |
| 1997    | Szczury nabrzeża                       | Nicola Bourke      | 2 odcinki          |
| 1997    | The Ripper                             | Evelyn Bookman     | film TV            |
| 1998    | Kings in Grass Castles                 | Mary Costello      | miniserial         |
| 1998    | Murder Call                            | Judy St. John      | 1 odc.             |
| 2000    | Halifax f.p.                           | Alison Blount      | 1 odc.             |
| 2001    | Corridors of Power                     | Sophie             | 1 odc.             |
| 2002    | Młode lwy                              | Julie Morgan       | 2 odc.             |
| 2003    | Po burzy                               | Beth               | film TV            |
| 2003    | Temptation                             | Julie              | film TV            |
| 2006    | Sweeney Todd                           | pani Lovett        | film TV            |
| 2006    | The Silence                            | Juliet Moore       | film TV            |
| 2011    | Cloudstreet                            | Dolly Pickles      | miniserial         |
| 2011    | The Slap                               | Anouk              | gł. rola           |
| 2012-15 | Zagadki kryminalne panny Fisher        | Phryne Fisher      | gł. rola           |
| 2014    | A Poet in New York                     | Caitlin Thomas     | film TV            |
| 2014    | Funny or Die Presents                  | Amelia             | 1 odc.             |
| 2016    | Gra o tron                             | Lady Crane         | 3 odcinki          |
| 2017    | Biała księżniczka                      | Elżbieta Woodville | 6 odc.             |
| 2017    | Electric Dreams                        | Vera               | odc. „Human Is"    |
| 2017    | The Last Post                          | Martha Franklin    | 5 odc.             |
| 2019    | Owieczki boże                          | Siostra Iphigenia  | miniserial, 4 odc. |
| 2022    | Gabinet osobliwości Guillermo del Toro | Nancy Bradley      | 1 odc.             |